# Fuente del Marquesado
El agua mineral natural Fuente del Marquesado esta envasada para Caprabo S.A. y procede de Huerta del Marquesado, Cuenca, España.
Es un agua de mineralización débil. Está indicada para la preparación de biberones cuando los bebés tienen problemas de estreñimineto dado su contenido en magnesio, así como para la preparación de alimentos infantiles en general, tanto en leche de inicio como de continuación. También está indicada para dietas bajas en sodio.

## Composición química
| Tipo         | Cantidad   |
| ------------ | ---------- |
| Residuo seco | 272 mg/l   |
| Bicarbonatos | 273,3 mg/l |
| Sulfatos     | 30,1 mg/l  |
| Clorulos     | 2,4 mg/l   |
| Calcio       | 75,3 mg/l  |
| Magnesio     | 19,3 mg/l  |
| Sodio        | 1,2 mg/l   |
| Potasio      | 0.5 mg/l   |
| Nitratos     | 2 mg/l     |
| Flúor        | 0.1 mg/l   |

- Datos: Q5870291